# Cinco Minutos
Cinco Minutos é romance de José de Alencar. Cinco Minutos, assim como “A Viuvinha“, foram escritos no início da carreira do autor. Assim como os outros romances caracterizados pelo romantismo ingênuo de Alencar, esses dois não fogem à regra, são feitos aos moldes de folhetim, curtos, quase infantis. Têm como pano de fundo o Rio de Janeiro. Cinco Minutos faz parte da fase urbana do escritor na cidade do Rio de Janeiro nos anos 1850.

## Resumo da obra
Cinco Minutos conta a história do casamento do autor com Carlota. No entanto, para o leitor, parece que está escutando uma história que não é para ele, já que Alencar dirige seu texto a uma prima. O leitor aqui é uma terceira pessoa, um “voyeur” que fica entre José de Alencar e sua prima.
Ao mesmo tempo em que tenta levar o leitor a pensar que tudo é imaginário e faz parte das fantasias do autor, José de Alencar faz questão de narrar fatos verídicos da época, acontecimentos reais que marcaram o Rio de Janeiro no início do século. É tão minucioso nesse aspecto que até narra datas e horários etc.
Atualmente as histórias do autor romântico passam como que quase infantis e ingênuas para o leitor moderno. São narrações em que o amor sempre vence, decisões passionais de amantes, amor e amor e amor. À época, os folhetins eram lidos pelas senhoras burgueses. Exagerando-se um pouco na dose, poderíamos dizer que Alencar lembra remotamente, os livrinhos que embalam os sonhos de moças solteiras, no entanto não se pode deixar de dizer que sua escrita, linguagem, e modo estilístico são de extrema qualidade.  Foi Alencar quem dissociou-se do modelo português da escrita para definitivamente inaugurar o texto nosso, brasileiro.
Os livros Cinco Minutos e A Viuvinha falam sobre a vida burguesa. Suas personagens são personagens que, no fundo, representam o ideal acabado da vida burguesa, tropicalmente reproduzida na Corte brasileira. Em Cinco Minutos, o narrador-personagem está disponível, da primeira à última página, para satisfazer a todos os caprichos de sua imaginação. Sem compromisso profissional algum, o aspecto financeiro de suas peregrinações atrás de Carlota não chegam jamais a preocupá-lo.